# 9252 Goddard
9252 Goddard (9058 P-L) là một tiểu hành tinh vành đai chính.